# 大井神社 (亀岡市)
大井神社（おおいじんじゃ）は、京都府亀岡市大井町にある神社。式内社。旧社格は郷社。

## 祭神
- 月読命（つきよみのみこと）
- 市杵島姫命（いちきしまひめのみこと）
- 木俣命（きのまたのみこと） - 別名を御井神（みいのかみ）

## 歴史

### 伝承
鯉伝説
創建に関わる伝承として、大宝2年（702年）に京都市西京区の松尾大社から月読命と市杵島姫命が亀の背に乗って大堰川を遡上したが、八畳岩辺りから保津の急流で進めなくなったので鯉に乗り換え、亀岡市河原林町勝林島の在元淵にまで至った。それを見た工匠が社を建立したという（河原林町の大井神社）。その後、現在地に遷ったと伝えられる。
以上の伝承から、当社では鯉が神使とされているほか、当社の氏子は鯉を食べることを禁忌とし、端午の節句に鯉のぼりを上げることもない。
「大井」の名の発祥

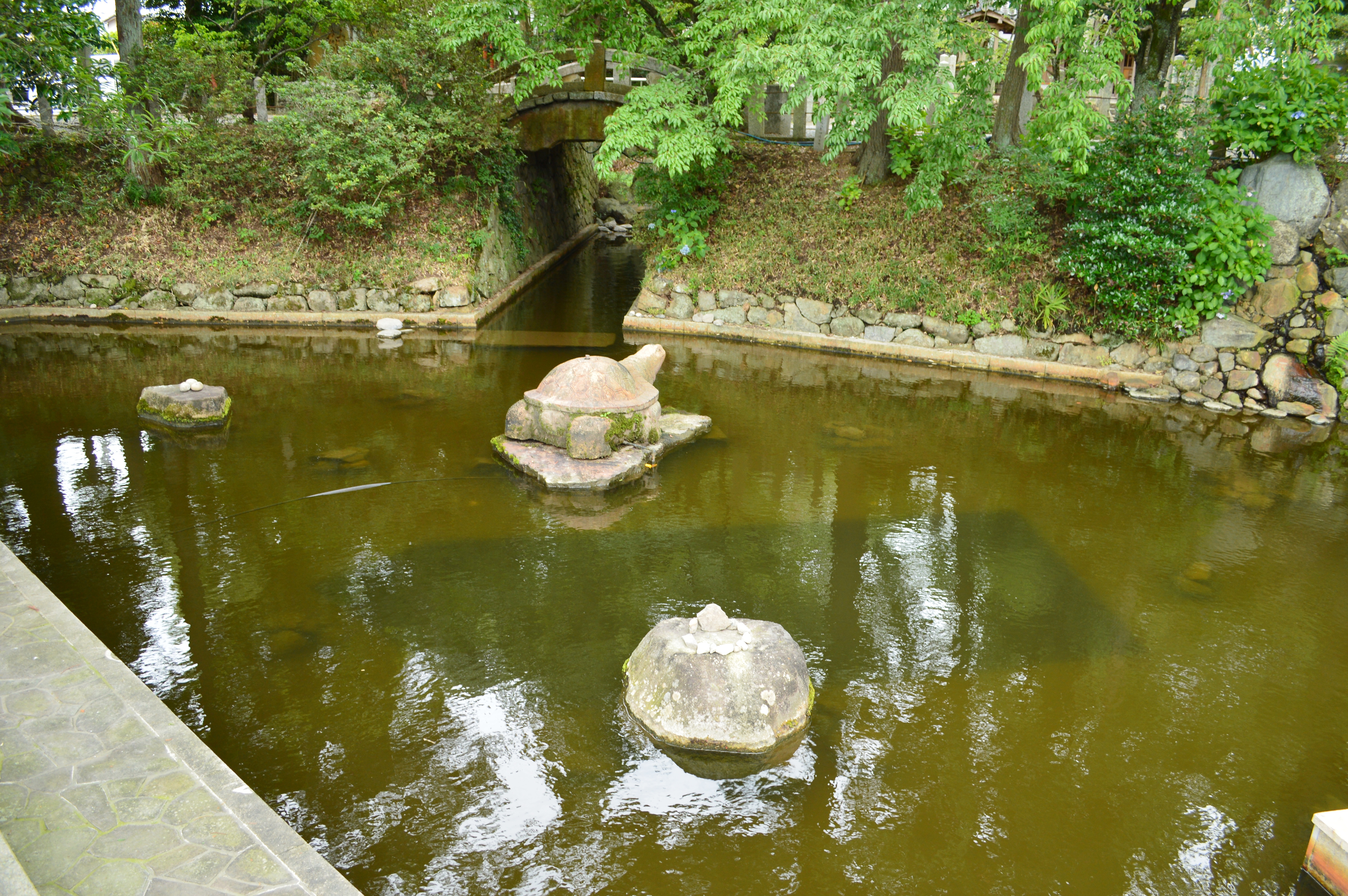
神泉「丹の池」

亀岡盆地は太古は「丹の湖（にのうみ）」と呼ばれる湖であったといわれるが、それが無くなるときに当地に水が乾き残り、旱魃でも枯れない「大いなる井戸」として永く残ったのが「大井」の名の発祥の由来とされる。そしてこの井戸に万一のことがあれば平野が湖に戻るか旱魃地帯になると憂いて、井戸の神である木俣神（御井神）が勧請され祀られることとなった。
湖は「丹の湖」の名のように赤色の泥湖であったといわれるが、その様子が「丹波」の語源となったという説もある。現在も境内には「大井」の名残とされる神泉「丹の池（にのいけ）」があり、鉄分を含み赤色を呈している。ただし、現在は周辺の宅地開発の影響もあって水は枯れており、地下から水を汲み上げている。
なお「おおい」の発音から社名が大堰川に因むとされることがあるが、上記の様に当社は「大いなる井戸」に因むものであり、嵐山の渡月橋付近に設けられた堰（せき）・葛野大堰に因む大堰川とは由来は異なっている。

### 概史
社伝では、和銅3年（710年）元明天皇の勅命による創建とされ、貞観8年（866年）に競馬を行うことを許されたという。
平安時代中期の『延喜式神名帳』には「丹波国桑田郡 大井神社」と記載され、式内社に列している。
天正4年（1576年）兵火で焼失し、天正12年（1584年）に豊臣秀吉の命によって再建された。造営奉行の片桐且元は、「正一位大井大明神」の扁額を自著し奉納したといわれる。
明治6年（1873年）に近代社格制度において郷社に列し、明治10年（1877年）6月に式内社と公認された。また、明治40年（1907年）3月には神饌幣帛料供進神社に指定された。
平成22年（2010年）に鎮座1300年を迎えるにあたり、本殿は全面修復された（平成21年10月竣工）。

## 境内
境内にある阿弥陀仏像は、かつて大井神社境内に別当寺として存在した東光寺で祀られていた本地仏とされる。

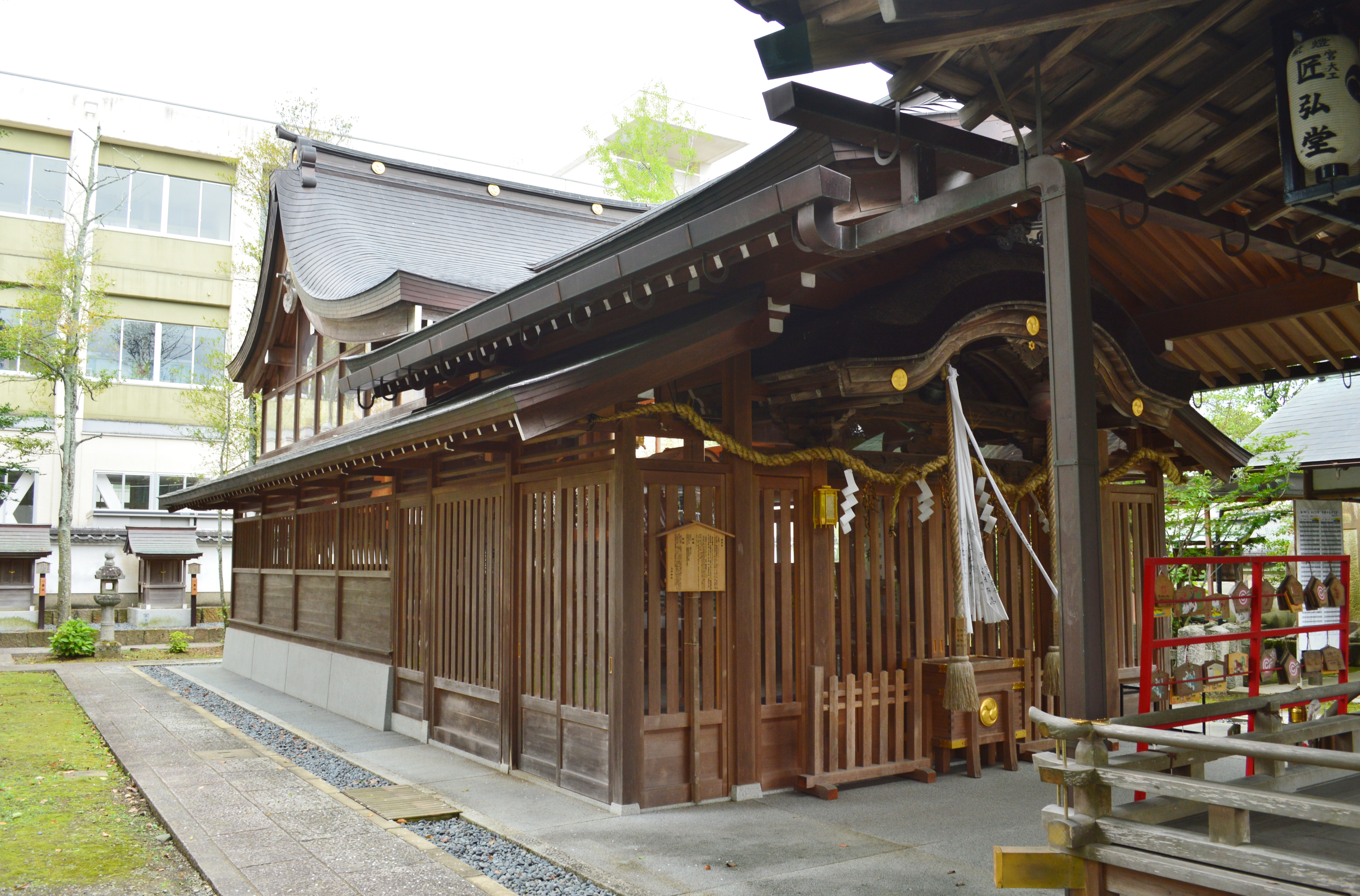
本殿 平成21年竣工。
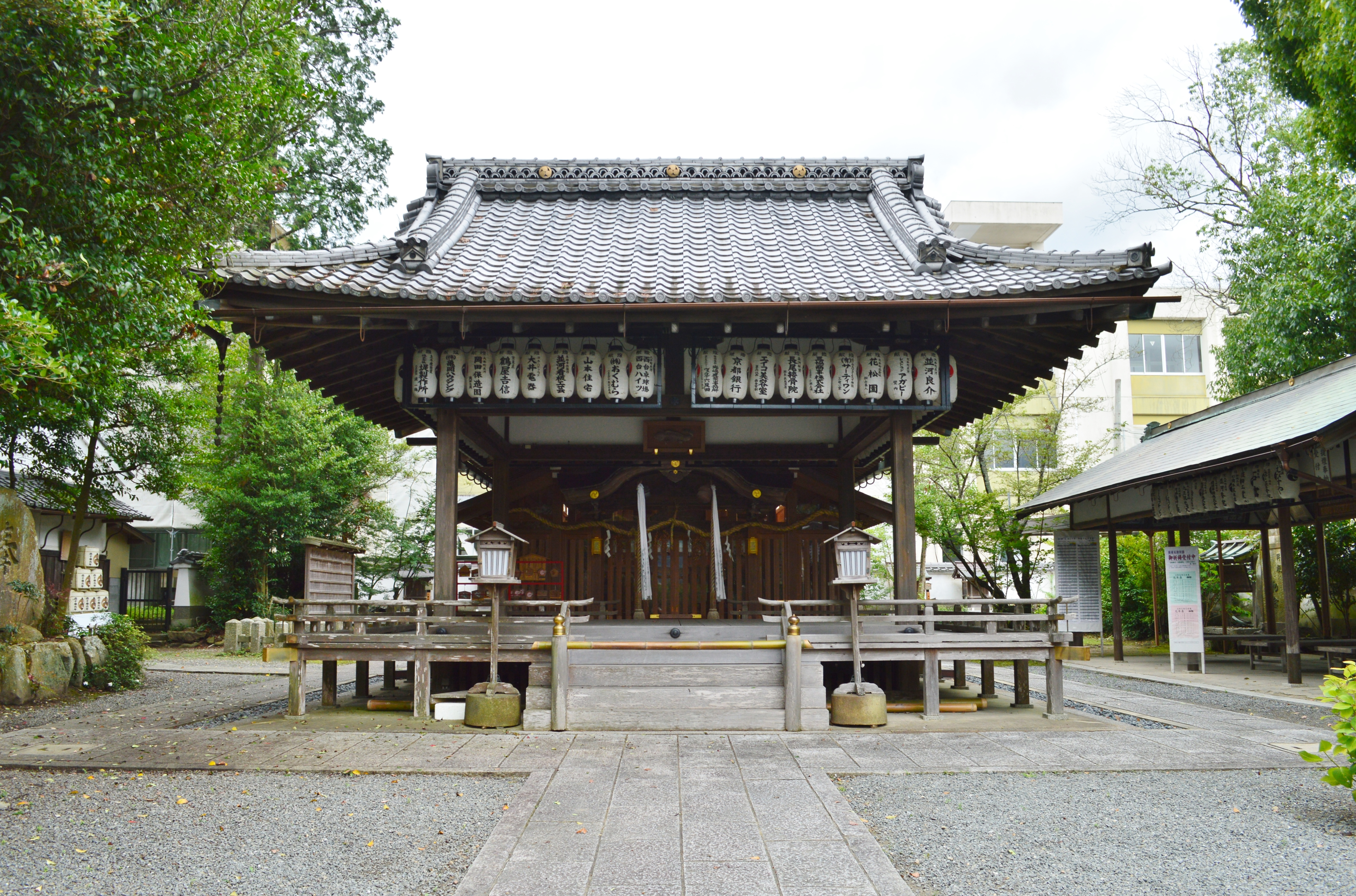
拝殿
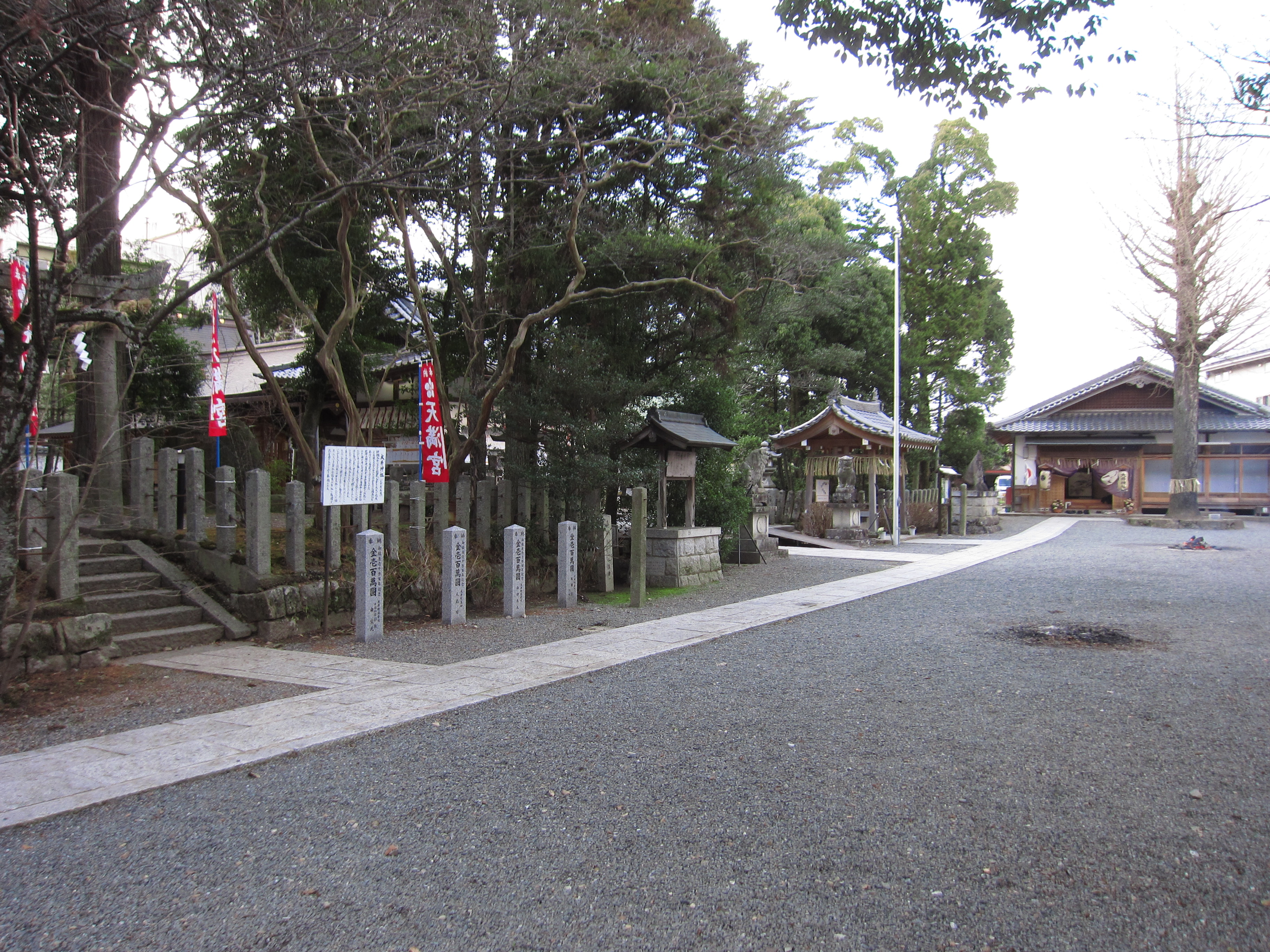
境内
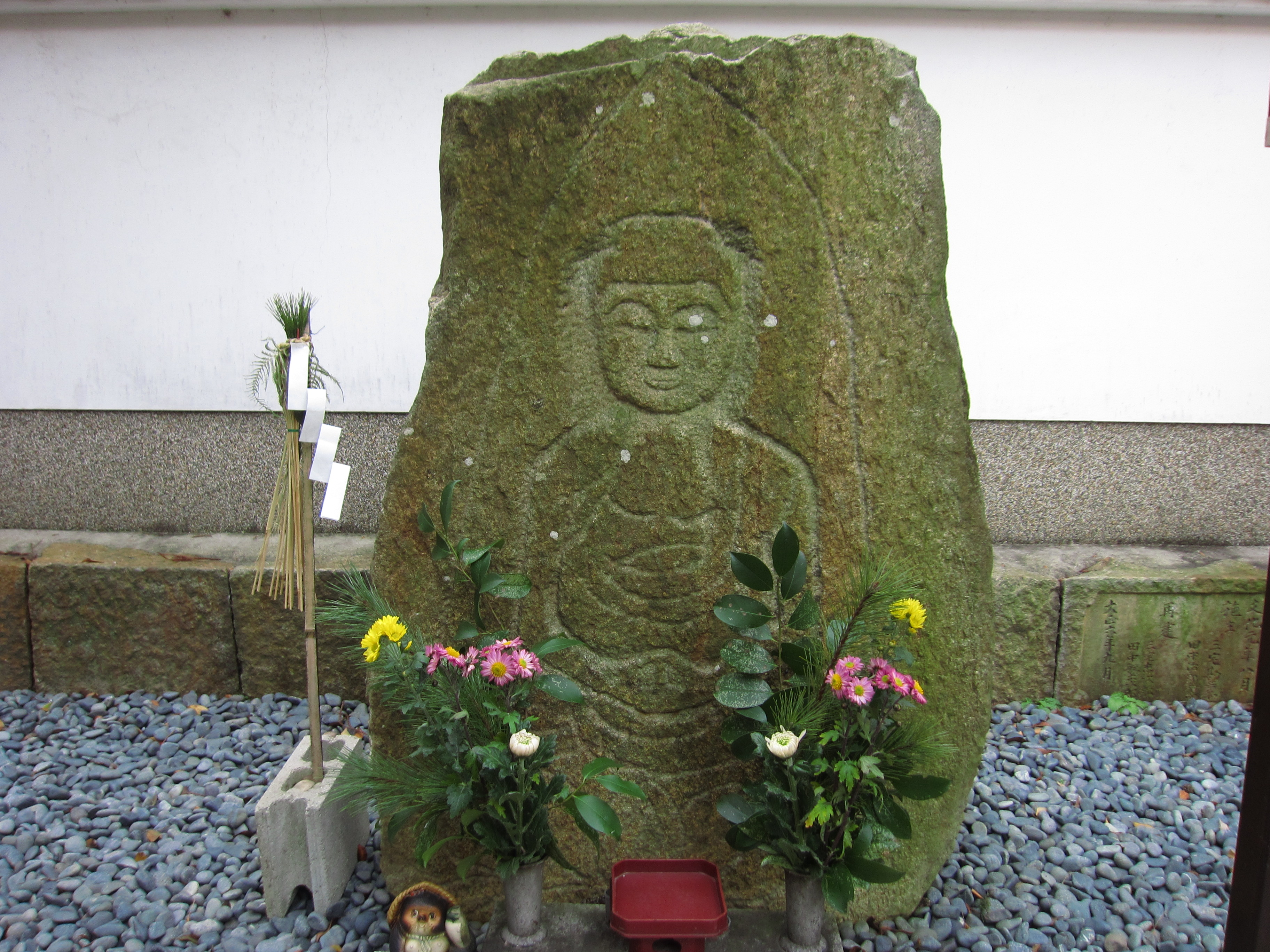
阿弥陀仏像

## 摂末社
境内社
- 天満宮 - 祭神：菅原道真公
- 稲荷神社 - 祭神：大宮姫命
- 出雲神社 - 祭神：大己貴命
- 松尾神社 - 祭神：大山咋命
- 蛭子神社 - 祭神：事代主命
- 愛宕神社 - 祭神：火具槌命
- 大原神社 - 祭神：伊邪諾命
- 厳島神社 - 祭神：田心姫命
- 春日神社 - 祭神：建御賀豆智命

境外社

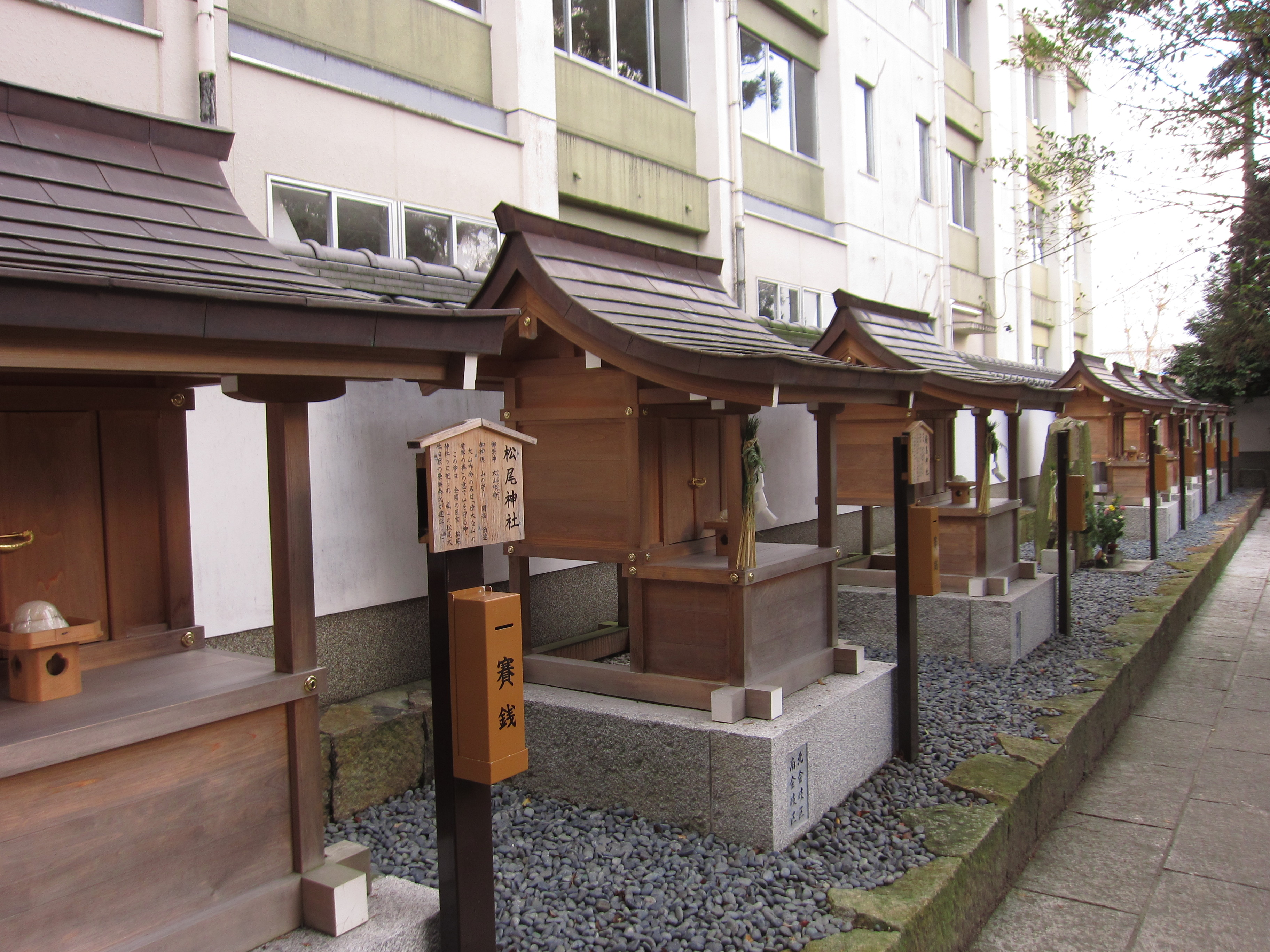
本殿裏の摂末社

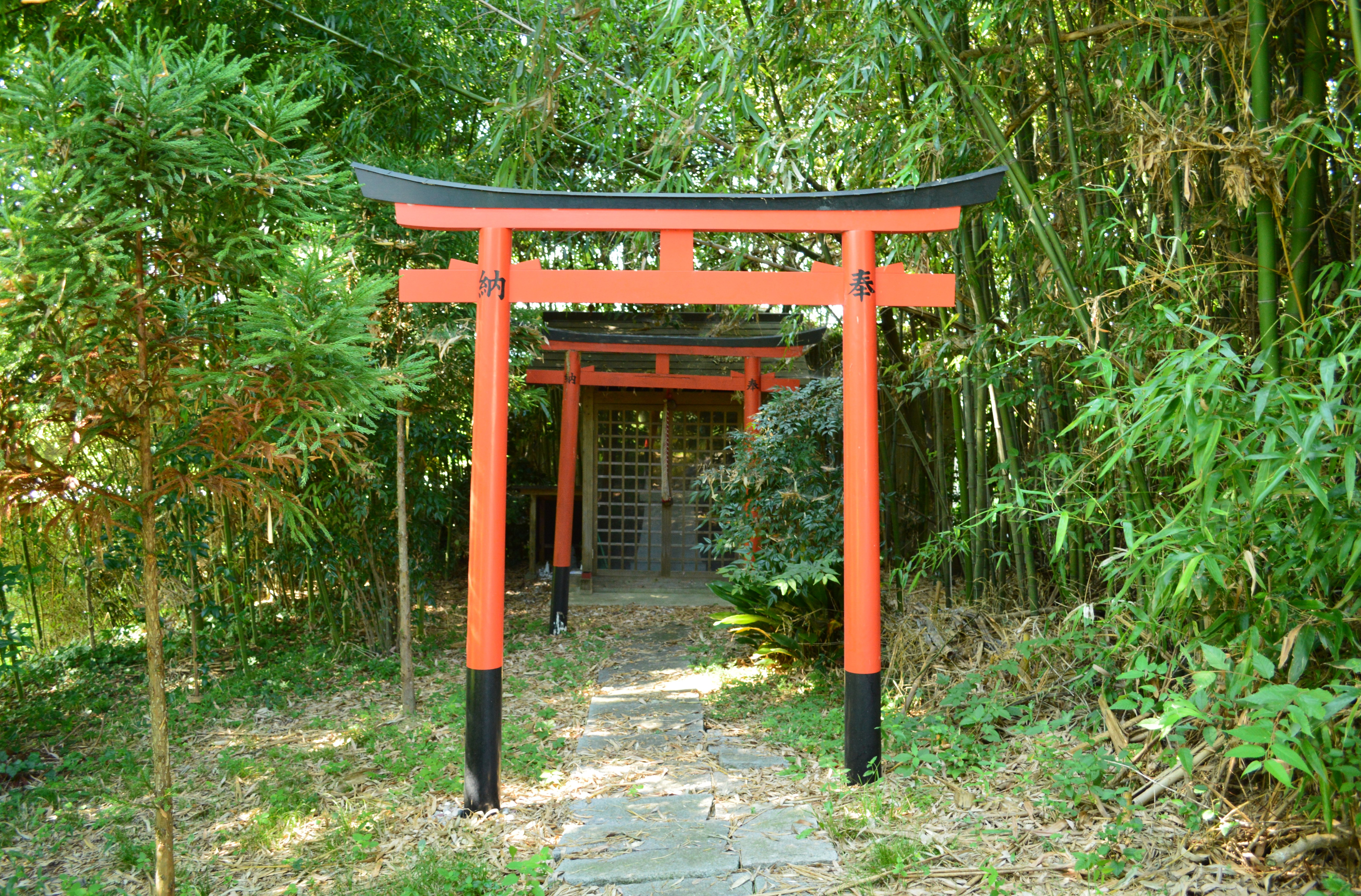
大井神社旧地

- 大井神社 （亀岡市河原林町勝林島、北緯35度02分01.73秒 東経135度34分00.23秒） - 大井神社旧鎮座地。

## 祭事
- 月次祭 （毎月1日）
- 歳旦祭 （1月1日）
- 交通安全祈願祭 （1月3日）
- とんど祭 （1月15日）
- 祈年祭 （3月春分の日）
- 水無月夏越大祓式 （6月30日）
- 花祭（立花奉納） （8月19日） - 京都府指定無形民俗文化財。
- 例祭（神幸祭） （10月16日）
隣接する馬場で武者姿の氏子による競馬（くらべうま）が奉納される。競馬は貞観8年（866年）に始まったといわれる。
- 七五三詣 （11月中）
- 新嘗祭 （11月23日）
- 師走大祓式 （12月31日）

## 文化財

### 京都府指定文化財
- 無形民俗文化財
  - 大井神社の立花行事 - 平成3年（1991年）4月19日指定。

## 現地情報
所在地
- 京都府亀岡市大井町並河1-3-25

交通アクセス
- 鉄道：西日本旅客鉄道（JR西日本）嵯峨野線 並河駅 （徒歩約4分）